# Trirhacus wagneriana
Trirhacus wagneriana är en insektsart som beskrevs av Nast 1965. Trirhacus wagneriana ingår i släktet Trirhacus och familjen kilstritar. Inga underarter finns listade i Catalogue of Life.